# Rock the Block
Rock the Block è il quattordicesimo album in studio della heavy metal band, Krokus, uscito il 25 febbraio 2003 per l'Etichetta discografica Warner Music Group.

## Il disco
Dopo qualche anno di silenzio e di progetti paralleli di alcuni membri, i Krokus ritornano quindi con "Rock the Block" che vede il ritorno di Von Arb alla chitarra. Per il resto notiamo un non insolito cambio di formazione, con Tony Castell al basso, Dominique Favez alla chitarra ritmica (entrambi derivanti dall'esperienza con Storace nei DC World), e Patrick Aeby alla batteria.
"Rock The Block" è un buonissimo album in classico stile Krokus, 14 brani di sano rock'n'roll caricato. Certo i Krokus hanno perso l'irruenza giovanile di albums come "One Vice at a Time" o "Headhunter" ed il sound risulta senz'altro più controllato. Tuttavia i brani scorrono senza cedimenti e senza mai annoiare. L'opener "Mad World", con quell'irresistibile ritornello, è un nuovo classico. Vi segnalerei inoltre la minacciosa "Night Of The Snakes" e le melodiche "Open Fire" e "Go My Way". Sorprendente la prova di Von Arb che ci regala alcuni degli assoli più belli della sua carriera, mentre Storace non ha perso un briciolo della sua voce e del suo carisma.
L'album, edito per la WEA International, sembra guadagnare subito molti consensi. Guadagnerà infatti il disco di platino e otterrà il primo posto nelle classifiche svizzere. Venne prodotto da Von Arb, Favez, Aeby e Storace.

## Tracce
1. Mad World (Storace, VonArb) 3:58
2. Leading the Pack (Storace, VonArb) 3:36
3. I Want It All (Castell, Storace, VonArb) 4:10
4. Open Fire (Storace, VonArb) 5:11
5. One for All (Storace, VonArb)	3:38
6. Looking to America 	(Storace, VonArb) 4:12
7. Go My Way (Storace, VonArb) 4:16
8. Hot Shot (Castell, Storace, VonArb) 3:36
9. Raise Your Hands (Storace, VonArb) 3:55
10. Night of the Snakes (Storace, VonArb) 3:34
11. Throwing Her China (Storace, VonArb) 4:13
12. We'll Rise (Storace, VonArb) 4:58
13. Freedom (Castell, Stettler, Storace, VonArb) 3:54
14. Rock the Block (Storace, VonArb) 2:23

## Formazione
- Marc Storace – voce
- Fernando Von Arb – chitarra solista, tastiere, basso
- Dominique Favez – chitarra ritmica e solista
- Tony Castell – basso, chitarra ritmica
- Patrick Aeby – batteria